# Dennis Gardeck
Dennis Gardeck (geboren am 9. August 1994 in Lake in the Hills, Illinois) ist ein American-Football-Spieler auf der Position des Linebackers für die Arizona Cardinals in der National Football League (NFL). Er spielte College Football an der University of Sioux Falls, wo er für die Harlon Hill Trophy nominiert und ein Finalist für den Cliff Harris Award war. Er unterschrieb bei den Cardinals als ein Undrafted Free Agent im Jahr 2018. Gardeck besuchte die Crystal Lake South High School in Crystal Lake (Illinois).

## Karriere
Gardeck unterschrieb als Undrafted Free Agent am 30. April 2018 bei den Arizona Cardinals. Er schaffte es in den aktiven Kader und spielte in allen 16 Saisonspielen in Special Teams.
In Woche 14 der Saison 2019 konnte er im Spiel gegen die Pittsburgh Steelers einen Fumble erobern, der von Mitspieler Darrell Daniels gegen den gegnerischen Punter Jordan Berry während eines Fake-Punt-Versuchs erzwungen wurde. Für seine Leistung in der Saison 2019 wurde er zu einem Pro Bowl Alternate als Special Teamer ernannt.
In Woche 5 der Saison 2020 erlangte Gardeck im Spiel gegen die New York Jets seine ersten beiden Sacks gegen Quarterback Joe Flacco. Während des Spiels gegen die Philadelphia Eagles in Woche 15 verletzte Gardeck sich am Kreuzband und fiel für den Rest der Saison aus. In nur 93 Defensive Snaps kam er auf sieben Sacks.
Gardeck unterschrieb am 14. März 2022 einen neuen Dreijahresvertrag bei den Arizona Cardinals.

## Sonstiges
Im September 2021 starteten die Arizona Cardinals die Mini-Serie How I Got Here with Dennis Gardeck auf Youtube, in der Gardeck Mitarbeiter der Cardinals über ihren Werdegang interviewt.